# Crom
Crom je fiktivní bůh z románů Roberta E. Howarda. Uvedl ho ve svých knihách o Barbaru Conanovi.
Jméno Crom je pravděpodobně odvozeno ze starokeltského božstva: Crom Cruach nebo Crom Dubh.
Crom byl vládce celého božstva a sídlil na hoře Ben Morght a na lidi sesílal zkázu a smrt. Každému muži při narození vdechl odvahu, vůli a schopnost zabíjet  nepřátele.